# レナード・コットレル
レナード・コットレル（Leonard Eric Cottrell、男性、1913年5月21日 - 1974年10月6日）は、イギリスの著作家であり、ジャーナリストである。レオナード・コットレルと表記した日本語訳本もある。
コットレルの著作の大半は、古代エジプト考古学の大衆化に費やされている。カルタゴのハンニバル将軍に関する著作『Hannibal: Enemy of Rome』は、コットレルがポエニ戦争当時におけるハンニバルの行軍進路と同じく、アルプス越えからポー川を辿り、新たな発見をしたことにより著名な作品となっている。

## 来歴
コットレルは、イングランドのウルヴァーハンプトンで1913年5月21日にウイリアムスとベアトリスのコットレル夫妻の間に生まれた。12歳から考古学に興味を持ち、バーミンガムのキングエドワード学校に通う頃には、コットレルの興味はもはや歴史と英語だけとなり、書物を読み漁った。
1930年代にコットレルは、イギリス国内にあった先史時代のストーンサークルや古墳、中世やルネサンス期のモニュメントなどを自転車で訪れている。この旅をよく共にしたドリス・スウェインとは後に結婚することになる。広告業界に就職したが、雑誌に歴史記事を投稿するなどの経験を重ねた後、1937年にBBC放送で初のドキュメンタリー番組を執筆した。
第二次世界大戦中は医療面の理由により、イギリス空軍により兵役を免除された。しかしコットレルは1942年にBBCに入社するや、イギリス空軍の従軍特派員として活躍した。著作『All Men are Neighbours』（1947年刊行）は、この時の経験を元にして記されたものである。BBCではレポーターやプロデューサーとして活躍したが1960年に退職。退社後はカンブリアを流れるケント川河畔に移り住み、余生を執筆活動に充てた。1965年に出版された『Concise Encyclopaedia of Archaeology』の編者である。
私生活では前述のドリス・スウェインと結婚したが1962年に離婚。別の女性と1965年に再婚したが1968年に離婚している。1974年没。

## 世界の七不思議
コットレルはその著書『Wonders of Antiquity』（1959年刊行、邦題は『古代の不思議』）において、コットレルの立場から見て現存する「世界の七不思議」として次の7項目を挙げている。
1. クレタ島のミノス宮殿。
2. テーベ・ネクロポリス
3. 王家の谷
4. パルミュラの都
5. 岩の円屋根（エルサレム）
6. クラク・デ・シュヴァリエ
7. デルフィのアポローン神殿

これらのいくつかは、庄司浅水著『世界の七不思議』に収録されている。地理的範囲はエジプト、ギリシャ、エルサレム周辺に限られ、歴史的範囲は紀元前2000年頃から12世紀と幅広い。

## 著書
- 『Lost Civilizations』 （1947年）
- 『All Men are Neighbours』 （1947年）
- 『The Lost Pharaohs』 （1950年）
- 『The Quest for Sumer』 （1952年）
- 『The Bull of Minos: the discoveries of Schliemann and Evans』 （1953年）
- 『Life Under The Pharaohs』 （1955年）
- 『The Mountains of Pharaoh』 （1956年）
- 『Seeing Roman Britain』 （1956年）
- 『The Anvil of Civilisation』 （1957年）
- 『The Great Invasion』 （1958年）
- 『Wonders of the World』 （1959年）[4]
- 『Land of the Pharaohs』 （1960年）
- 『The Tiger of Chʻin: The Dramatic Emergence of China as a Nation』 （1962年）
- 『Land of the Two Rivers』 （1962年）
- 『Realms of Gold: A Journey in Search of the Mycenaeans』 （1963年）
- 『The Lion Gate: A Journey in Search of the Mycenaeans』 （1963年）
- 『Lost Cities』 （1963年）
- 『Digs and diggers: a book of world archaeology』 （1964年）
- 『The Secrets of Tutankhamen's Tomb』 （1964年）
- 『Crete: Island of Mystery』 （1965年）
- 『The Quest for Sumer』 （1965年）
- 『The Land of Shinar』 （1965年）
- 『Egypt』 （1965年）
- 『Hannibal: Enemy of Rome』 （1965年）
- 『A Guide to Roman Britain』 （1966年）
- 『Great Leaders of Greece and Rome』 （1966年）
- 『Lady of the two lands: five queens of ancient Egypt』 （1967年）
- 『The Warrior Pharaohs』 （1968年）
- 『Madame Tussaud』 （1970年）
- 『The mystery of Minoan civilization』 （1971年）
- 『Reading the Past: The Story of Deciphering Ancient Languages』 （1971年）

### 日本語訳
- 『図説 ツタンカーメン発掘秘史』（原題:『THE SECRETS OF TUTANKHAMEN』） 前田耕作監修、暮田愛訳、原書房、2012年10月
- 『エーゲ文明への道』（原題:『The bull of Minos』） 暮田愛訳、原書房、1992年8月
- 『迷宮の発掘』（原題:『The bull of Minos』） 高津久美子訳、『現代世界ノンフィクション全集2』収録、筑摩書房、1967年
- 『ピラミッドの秘密』（原題:『The Mountains of Pharaoh』） 矢島文夫訳、みすず書房、1957年7月、新版1981年
- 『気球の歴史』（原題:『Up In A Ballon』） 西山浅次郎訳、大陸書房、1977年10月
- 『古代の不思議』（原題:『Wonders of Antiquity』） 矢島文夫訳、紀伊國屋書店、1962年2月
- 『古代エジプト人』（原題:『Life Under The Pharaohs』） 酒井傳六訳、法政大学出版局 1967年9月、新装版1973年9月、1987年